# Kornowac (plaats)
Kornowac is een dorp in het Poolse woiwodschap Silezië, in het district Raciborski. De plaats maakt deel uit van de gemeente Kornowac en telt 890 inwoners.